# Pla del Pi (Montornès de Segarra)
El Pla del Pi és un pla que es troba al municipi de Montornès de Segarra a la comarca de la Segarra.